# Altenheim (Bas-Rhin)
Altenheim (elsässisch Àltene) ist eine französische Gemeinde mit 228 Einwohnern (Stand 1. Januar 2021) im Département Bas-Rhin in der Europäischen Gebietskörperschaft Elsass und in der Region Grand Est.
Nachbargemeinden sind Waldolwisheim im Nordwesten, Lupstein im Nordosten, Littenheim im Osten, Friedolsheim im Südosten, Wolschheim und Maennolsheim im Süden und Furchhausen im Westen.

## Bevölkerung
| 1962 | 1968 | 1975 | 1982 | 1990 | 1999 | 2006 | 2012 | 2021 |
| ---- | ---- | ---- | ---- | ---- | ---- | ---- | ---- | ---- |
| 224  | 215  | 209  | 226  | 210  | 215  | 217  | 214  | 228  |

## Sehenswürdigkeiten

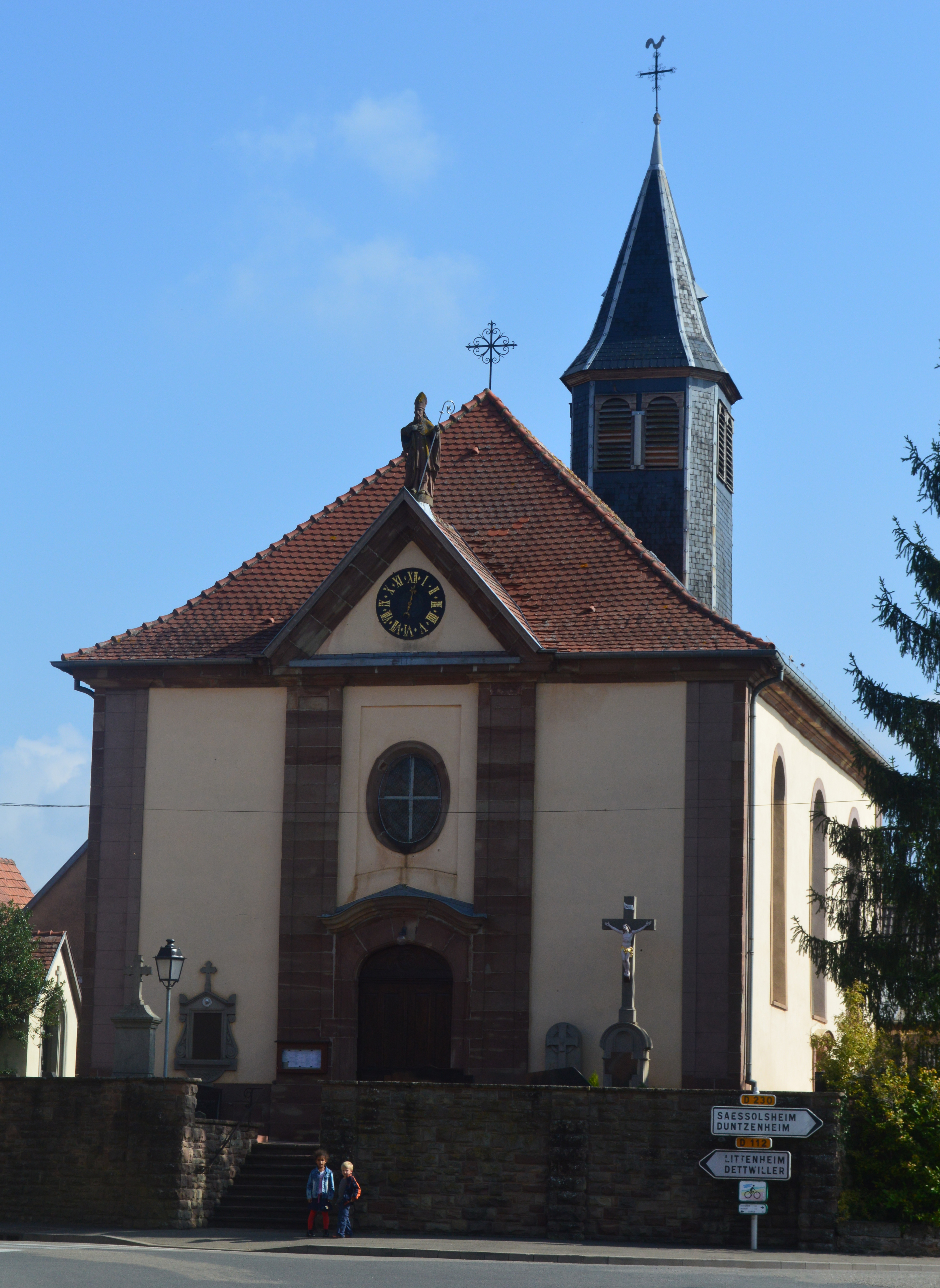
Kirche Saint-Lambert

- Kirche Saint-Lambert